# جريجيو
جريجيو هي بلدية في مقاطعة فرشيلي التابعة لإقليم بييمونتي الإيطالي، تقع على بعد حوالي 70 كيلومتر (43 ميل) إلى الشمال الشرقي من مدينة تورينو وحوالي 15 كيلومتر (9 ميل) إلى الشمال من فيرتشيلي.
تقع جريجيو على حدود البلديات التالية: ألبانو فيرسيلسي، أربوريو، ريسيتو، سان نازارو سيشيا، فيلاربويت.

## السكان
في سنة 1861 بلغ عدد السكان 624 نسمة، وتطور العدد ليصل في سنة 2011 لـ 382 نسمة.
يظهر هذا المخطط البياني تطور النمو السكاني لـ جريجيو